# Moder Danmark

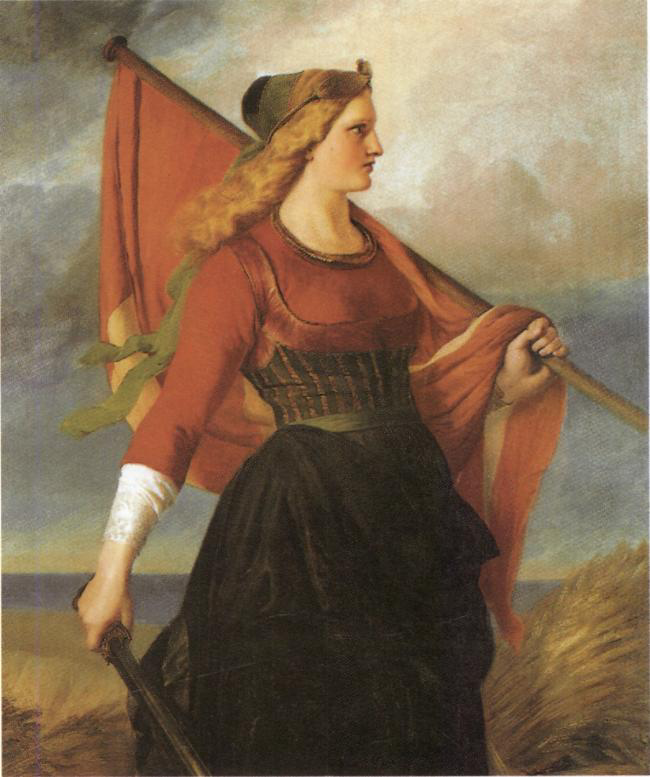
Elisabeth Jerichau Baumann, Moder Danmark, 1851, Ny Carlsberg Glyptotek.

Moder Danmark eller, modernare, Mor Danmark är en kvinnlig nationspersonifikation för Danmark. 

## Bakgrund
Motivet går tillbaka till 1700-talet. Både N.F.S. Grundtvig, B.S. Ingemann och Steen Steensen Blicher använde allegorier med Moder Danmark. Adam Oehlenschläger skrev om Danmark som sin andra moder 1805. 
Mest känd är förmodligen Elisabeth Jerichau Baumanns bild Moder Danmark, som hon utförde efter slaget vid Isted 1851. Målningen föreställer en kvinna med blont hår iklädd folkdräkt, som skrider genom ett sädesfält, bär Dannebrogen, vikingasmycke på pannan och ett svärd från forntiden. Figuren blev efterhand prototypen för många senare framställningar av Moder Danmark. Motivet fick stor utbredning genom reproduktioner och ingick bland annat i skulpturer som Genforeningsmonumentet i Fælledparken, karikatyrer som Arne Ungermanns från 1946 om den sydslesvigska frågan (Say when) och Mogens Lorentzens dikt om Mor Danmark från 1937. 
Figuren kan nämnas tillsammans med andra kända nationalsymboler som Holger Danske, Dybbøl Mølle, Guldhornene eller Jellingstenarna.